# Walden – A Slow Down Road Movie
Walden – A Slow Down Road Movie ist ein Film von Daniel Zimmermann, der 2018 am 53. Karlovy Vary International Film Festival in Tschechien seine Premiere feierte und mit dem Special Jury Prize ausgezeichnet wurde.

## Handlung
Im Klosterwald von Admont (Österreich) wird ein Baum gefällt und zu tausenden Holzlatten verarbeitet. Per Zug, LKW, Boot und per Hand wird der Stapel zu einem mysteriösen Endziel inmitten des brasilianischen Regenwalds am Rio Negro befördert. Die Route der Holzlatten entspricht einem der zentralen Rohstoff-Handelswege, jedoch paradoxerweise in umgekehrter Transportrichtung. Mittels dreizehn 360°-Einstellungen schlägt der Schweizer Filmemacher Daniel Zimmermann eine Schneise in die paradoxe Logik globalisierter Handelsrouten. Jede Plansequenz entspricht einer Etappe. Ein meditativer und subtiler Kommentar zur Absurdität der ökonomischen Rationalität, die der Globalisierung zugrunde liegt.

## Entstehung und Veröffentlichung
Produziert wurde Walden von der Genfer Produktionsfirma Beauvoir Films Geneva – Aline Schmid & Adrian Blaser in Koproduktion mit dem Schweizer Radio und Fernsehen (SRF). Regie führte Daniel Zimmermann, von dem auch das Drehbuch stammt.
Gefördert wurde der Film vom Bundesamt für Kultur (BAK), Cinéforom et Loterie Romande, Teleproduktions-Fonds, Kanton Luzern, Aargauer Kuratorium, Fachausschuss Film & Medienkunst BS/BL, Kanton Zug, Kanton Bern, Ernst Göhner Stiftung, Jubiläumsstiftung der Schweizerischen Mobiliar Genossenschaft, Magistratsabteilung 7 – Kultur – Stadt Wien, Stadt Solothurn, Däster-Schild Stiftung.
Der Film feierte 2018 im Rahmen der 53rd Karlovy Vary International Film Festival seine Weltpremiere und 2019 die US-Premiere am Sundance Film Festival. 

## Filmfestivals und Präsentationen
2019San Francisco Green Film Festival, US · Sydney Film Festival, AUS · 22° Environmental Film-Festival CinemAmbiente Torino, IT · Molodist – Kyiv International Film Festival, UKR · Beldocs – International Documentary Film Festival, SRB · Trento Film Festival, IT Art of the Real – Film Society of Lincoln Center, US · Diagonale – Festival des österreichischen Films, AT · Cinéma du réel – Festival International du Film Documentaire, FR · 21st Thessaloniki Documentary Festival, GRC · Zagreb Dox – International Documentary Film Festival, HRV · Sundance, US · 42nd Göteborg Film Festival, SWE · DocPoint – Helsinki Documentary Filmfestival, FIN · IFFR International Filmfestival Rotterdam, NL · 54. Solothurner Filmtage, CH · CineEco Seia, PT
2018Karlovy Vary International Film Festival, CZE · Camden International Film Festival, US · Zurich Film Festival, CH · Hamptons International Film Festival, US · Adelaide Film Festival, AUS · Viennale, AT · Duisburger Filmwoche 42, DE · 59 Festival dei Popoli, IT · Leeds International Film Festival, GB
1. ↑  Honorable Mention
2. ↑  Documentary Special Jury Prize
3. ↑  Emerging Swiss Talent Award

## Rezensionen
- “Der filmisch konstruierte Blick ist eine Raumerschliessung, die nicht der menschlichen Erfahrung entspricht.” Till Brockmann, Filmbulletin, 21. September 2020
- “Apart from the use of circular time, the film puts emphasis on time as never stopping. Photography and film, it is true, can halt time, can seemingly give us power over time in that they both allow us to stop for a moment, to go back, to look again.” Nadin Mai, The Art(s) of Slow Cinema, 17. Juni 2019
- “The most fascinating aspect of the film was the steady 360-degree pan, kept at a constant velocity for the entire length of the documentary.” Adelina Whitten, Catalyst – Resources for Creative Living, 31. Januar 2019
- “Eine Einladung zum stillen Schauen (…)”. Christine Schnapp, Doppelpunkt – Das Schweizer Magazin für Achtsamkeit, 24. Januar 2019
- “Vor einer anderen Vorführung des Filmes habe der Moderator mit dem Publikum eine Atemübung gemacht. Das habe das Publikum entspannt, sagt Regisseur Daniel   Zimmermann bevor das Screening seines Films WALDEN beginnt.” Georg Kussmann, Diskussionsprotokoll Nr. 12 – Duisburger Filmwoche, 8. November 2018
- “WALDEN ist durchaus Kunst, die man verstehen kann, an der man sich erfreuen darf. Durch das sorgsame Schauen entsteht ein weiter Raum für eigene Gedanken.”  Dita   Rudle, Tanzschrift, 30. Oktober 2018
- “Un film minimaliste et animiste qui s’adresse à ceux qui auront le courage de quitter leur zone de confort”. Giorgia Del Don, Cineuropa, 9. Oktober 2018
- “Prix d’encouragement pour le meilleur film suisse, le “road-movie” “Walden” explore lui la question de la manière de traiter notre habitat au quotidien.”
- Ennio Leanza, Swissinfo, 7. Oktober 2018 “Walden erhält Förderpreis für besten Schweizer Film beim ZFF” Getty, Nau.ch, 7. Oktober 2018
- “Composed of just 13 rotating shots, this is a formally impressive rumination on subjects such as globalization and nature versus man that uses camerawork and editing to turn the film into something almost as surreal as the subjects it explores.” Boyd van Hoeij, The Hollywood reporter, 12. Juli 2018
- "The simultaneous wonder and horror of the industriousness of man and its impact on the environment is depicted here, but it’s not hand-wringingly preachy." letterboxd